# Kasembon (Bululawang)
Kasembon is een bestuurslaag in het regentschap Malang van de provincie Oost-Java, Indonesië. Kasembon telt 3663 inwoners (volkstelling 2010).